# Olga Pavlichtcheva
Olga Sergueïevna Pavlichtcheva née Olga Sergueïevna Pouchkina (en langue russe: О́льга Серге́евна Павли́щева) ; 20 novembre 1797 (1er décembre dans le calendrier grégorien) — 2 mai 1868 (14 mai dans le calendrier grégorien), est la sœur du poète Alexandre Pouchkine. Elle était très proche de son frère dans son enfance et dans sa jeunesse. Olga Sergueïevna Pouchkine est la fille de Sergueï Lvovitch Pouchkine (1767-1848), militaire à la retraite, et de Nadejda Ossipovna Pouchkina (1775-1836). Outre Alexandre, Olga Sergueïevna a un frère cadet : Lev Pouchkine.

## Biographie
Le poète traitait sa sœur amicalement et ils partageaient leurs impressions, le frère demandant des conseils à sa sœur plus âgée. Olga a lu beaucoup de livres de littérature française et russe et elle n'était pas étrangère à l'inspiration poétique. Elle notait dans son album des extraits de poèmes français et russes.
Pouchkine a dédié un poème à sa sœur en 1814 : « Permet à mon âme de se révéler devant toi… » (1819, inachevé).
Frères et sœurs étaient très proches dans leurs jeunes années, se soutenant devant l'indifférence de leurs parents.
Puis le temps passant, durant son exil, Pouchkine n'envoie que de petits billets à sa sœur alors qu'il entretient
une correspondance suivie avec son frère Lev. Il parle de sa sœur comme d'une « créature céleste » ; mais n'échange pas avec elle ses tourments et ne lui parle pas de poésie. Peut-être est-ce de la conception de la femme de Pouchkine que cela provient, mais toujours est-il qu'Olga ne reçut pas les confidences de son frère. En 1828, Olga Sergueïevna se marie à l'insu de ses parents, qui sont opposés à ce mariage, à Nikolaï Ivanovitch Pavlichtchev. Il a cinq ans de moins qu'elle, il est musicien et pauvre, mais il la demande en mariage. Les parents sont très hostiles.
Vassili Joukovski dans une lettre adressée à Alexandra Voeïkova du 4 février 1828 écrivait :
« 
Olga Sergueïevna Pouchkina, un beau matin vient chez son frère Alexandre et lui dit : mon cher frère, vois-tu va dire à nos parents qu'hier je me suis mariée ... Le frère est surpris, un peu furieux, mais en homme intelligent il pense qu'une mauvaise paix vaut mieux qu'une bonne dispute et va parler aux parents. Sergueï Lvovitch se trouve mal... puis tout finit par s'arranger.
 »
Le père Pouchkine n'aimait pas son gendre. Le mariage n'est pas heureux et les époux vivent longtemps séparés, lui à Varsovie, et elle à Pétersbourg. Le mari est de plus soupçonneux et est persuadé qu'Olga est spoliée dans sa famille.
À la demande du critique littéraire Pavel Annenkov (1813-1887) spécialiste de l'étude du poète Pouchkine, elle rassemble ses souvenirs. Ces mémoires sont un reflet des rapports familiaux au sein de la famille Pouchkine, et contiennent des informations précieuses sur le premières années de la vie du poète. Annenkov a utilisé également des données verbales provenant des Pavlichtchev, dont Nikolaï Ivanovitch le mari d'Olga Sergueïevna. Le peintre Eugène Pluchart a fait son portrait.
Olga Sergueïevna meurt le 2 mai 1868 à Saint-Pétersbourg. Son corps est inhumé au Cimetière de Novodievitchi. Dans les années 1930, sa dépouille est transférée au cimetière Tikhvine, où sont enterrés les représentants de l'art russe à Saint-Pétersbourg, près du monastère Saint-Alexandre-Nevski.

## Crédit d'auteurs
- (ru) Cet article est partiellement ou en totalité issu de l’article de Wikipédia en russe intitulé « О́льга Серге́евна Павли́щева » (voir la liste des auteurs).